# Чанг Арена
«Чанг Арена» — футбольный стадион на 32 600 мест в Бурираме, Таиланд. Домашний для чемпионов Таиланда 2011, 2013 и 2015 годов, Бурирам Юнайтед. Чанг Арена — крупнейший футбольный стадион в Таиланде принадлежащий клубу. Имеет прозвище «Громовой замок» как пятый замок провинции Бурирам.

## История
Чанг Арена находится в подрайонах Исан, округ Муанг Бурирам, провинция Бурирам. Площадь 150 акров. Вместимость 32 600 человек. Есть парковка на 500 автомобилей и 1000 мотоциклов. Поле освещается прожекторами, что позволяет проводить ночные матчи. Он финансируется в соответствии с договором о передаче титула с I-Mobile и частично президентом клуба Ньюином Чидчобом. Стадион был занесен в Книгу рекордов Гиннесса и является самым быстро построенным в мире футбольным стадионом уровня ФИФА — 256 дней.

## Название
Первоначально стадион назывался «Новый стадион I-Mobile» из-за спонсорского соглашения с I-Mobile. Он также известен как «стадион Thunder Castle». В 2017 году стадион был переименован в «Чанг Арена» из-за спонсорства с производителем пива Chang. Официальное название стадиона, Buriram Stadium, принадлежит Азиатской футбольной конфедерации (AFC).